# 忻府区
忻府区（きんふ-く）は中華人民共和国山西省忻州市に位置する市轄区。

## 歴史
南北朝時代、北魏により設置された秀容県を前身とする。明朝が成立すると洪武初年に秀容県は廃止となり、管轄区域は忻州の直轄とされた。
1913年（民国2年）、州制廃止に伴い忻県と改称、1958年には定襄県と合併し忻定県とされたが、1961年に忻定県は廃止となり再度忻県が設置された。1983年に県級市に昇格し忻州市に昇格、2000年の地級市としての忻州市設置にもとない、市轄区に改編され忻府区が成立し現在に至る。

## 行政区画
- 街道:秀容街道、長征街街道、新建路街道、雲中路街道、九原街街道、旭来街街道、橋西街街道
- 鎮:奇村鎮、三交鎮、荘磨鎮、豆羅鎮、董村鎮、西張鎮、忻口鎮、合索鎮
- 郷:蘭村郷、東楼郷、北義井郷